# 迪克斯 (內布拉斯加州)
迪克斯（英語：Dix）是位於美國內布拉斯加州金博爾縣的村。

## 人口
根據2020年美國人口普查的數據，迪克斯的面積為0.57平方千米，皆為陸地。當地共有人口187人，而人口密度為每平方千米328人。